# Grumman F-9 Cougar
Grumman F9F/F-9 Cougar (angleško Kuguar) je bilo enomotorno reaktivno palubno lovsko letalo, ki so ga zasnovali na osnovi predhodnika F9F Panther. Cougar ima za razliko puščičasto krilo. Prvi let je bil 20. septembra 1951. Zgradili so 1392 letal, glavni uporabnik je bila Vojna mornarica ZDA, so ga pa izvozili tudi v Argentino. 
Poganja ga turboreaktivni motor Pratt & Whitney J48, za povečanje moči so v motor vbrizgali vodo. Največja hitrost je bila približno 1040 km/h. Oborožen je bil s štirimi 20 mm topovi, dvema raketama zrak-zrak AIM-9 Sidewinder in do 900 kg bomb ali raket.

## Specifikacije (F9F-8/F-9J)
Podatki iz The American Fighter,Angelucci and Bowers 1987, p. 246.
Splošne karakteristike
- Posadka: 1
- Dolžina: 42 ft 1½ in (12,85 m)
- Razpon kril: 34 ft 6 in (10,51 m)
- Višina: 12 ft 3 in (3,73 m)
- Površina kril: 337 ft² (31,3 m²)
- Teža praznega letala: 11866 lb (5382 kg)
- Naložena teža: 20098 lb (9116 kg)
- Maks. vzletna teža: 24763 lb (11232 kg)
- Pogon letala: 1 × Pratt & Whitney J48-P-8A turboreaktivni motor, 8500 lbf (38 kN) z vbrizgavanjem vode

 Zmogljivost 
- Maks. hitrost: 647 mph (562 vozlov, 1041 km/h) na višini 2000 ft (610 m)
- Doseg: 1050 milj (913 nmi, 1690 km)
- Višina leta: 42000 ft (12800 m)
- Hitrost vzpenjanja: 5750 ft/min (29,2 m/s)

Oborožitev

- Strelno orožje: 4 × 20 mm (0.79 in) Hispano-Suiza HS.404 topovi, vsak s 190 naboji
- Rakete: 6 × 5 in (127 mm) raket
- Izstrelki: 4× rakete zrak-zrak AIM-9 Sidewinder
- Bombe: 2 × 1,000 lb (454 kg) bombi